# Akademische Gesellschaft Stuttgardia Tübingen

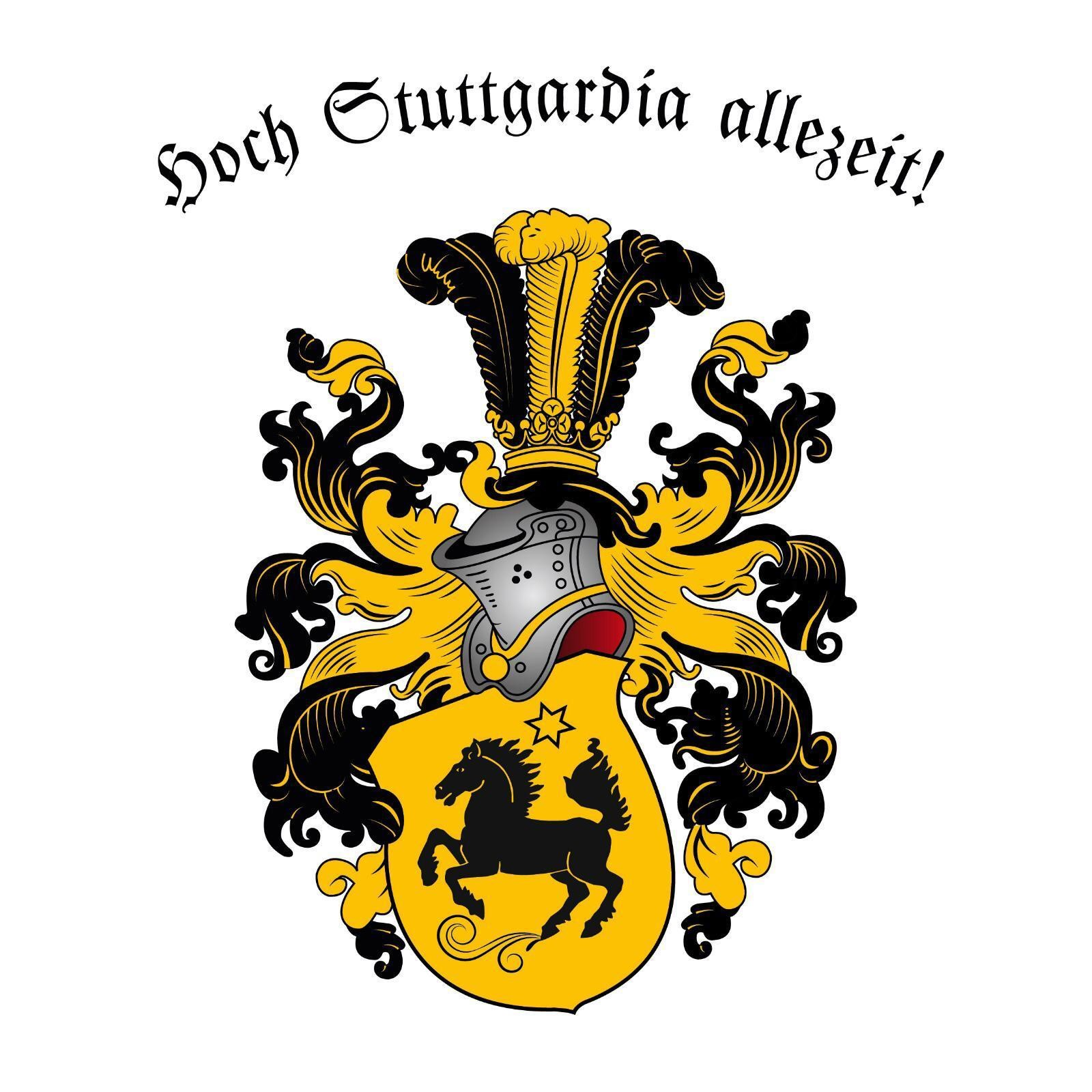
Wappen der Stuttgardia

Die Akademische Gesellschaft Stuttgardia ist eine liberale Studentenverbindung an der Eberhard Karls Universität Tübingen.

## Grundsätzliches
- Konstituiert wurde die Gesellschaft am 30. November 1869 in der Tübinger Konviktsmüllerei von sieben jungen Studenten, die größtenteils ihr Abitur am Stuttgarter Gymnasium absolviert hatten.
- Sie ist eine schwarze Verbindung, d. h. Stuttgarden gehen davon aus, dass es nicht eines Tragens von Farben als Bekenntnis zu ihrer Gesellschaft bedarf. Unabhängig davon führt sie die Farben der Stadt Stuttgart. Die Fahne zeigt das Stuttgarter Ross auf schwarz-goldenem Grund.
- Ihr Wahlspruch lautet: „universitas-virtus-gaudium“.
- Das Mensurwesen wurde von Gründung an abgelehnt. Jedoch gab die Stuttgardia bis zu ihrer Auflösung unter den Nationalsozialisten erst bedingte, später unbedingte Satisfaktion. Seit Wegfall des studentischen Duells nach dem Zweiten Weltkrieg ist die Akademische Gesellschaft somit nichtschlagend.
- Die Gesellschaft folgt dem Toleranzprinzip. Mitglied kann jede(r) Studierende werden, unbesehen von politischer Gesinnung, Konfession, Nationalität oder Geschlecht.

Die Geschichte der Stuttgardia seit 1869 zeigt spezifische Beiträge dieser Korporation zur Tübinger Universitätsgeschichte und der Entwicklung des süddeutschen Liberalismus. Ihr Zweck ist die Pflege von Geselligkeit und Freundschaft, und zwar in der Form des Lebensbundes. Weiteren fach- oder interessenbezogenen Werten verschrieb sich die Stuttgardia nicht. Ihr Programm enthält nicht die Wahrung der Ehre und des Ruhmes des Vaterlandes oder die Verwirklichung von konfessionellen, politischen oder weltanschaulichen Vorstellungen.

## Gründung 1869

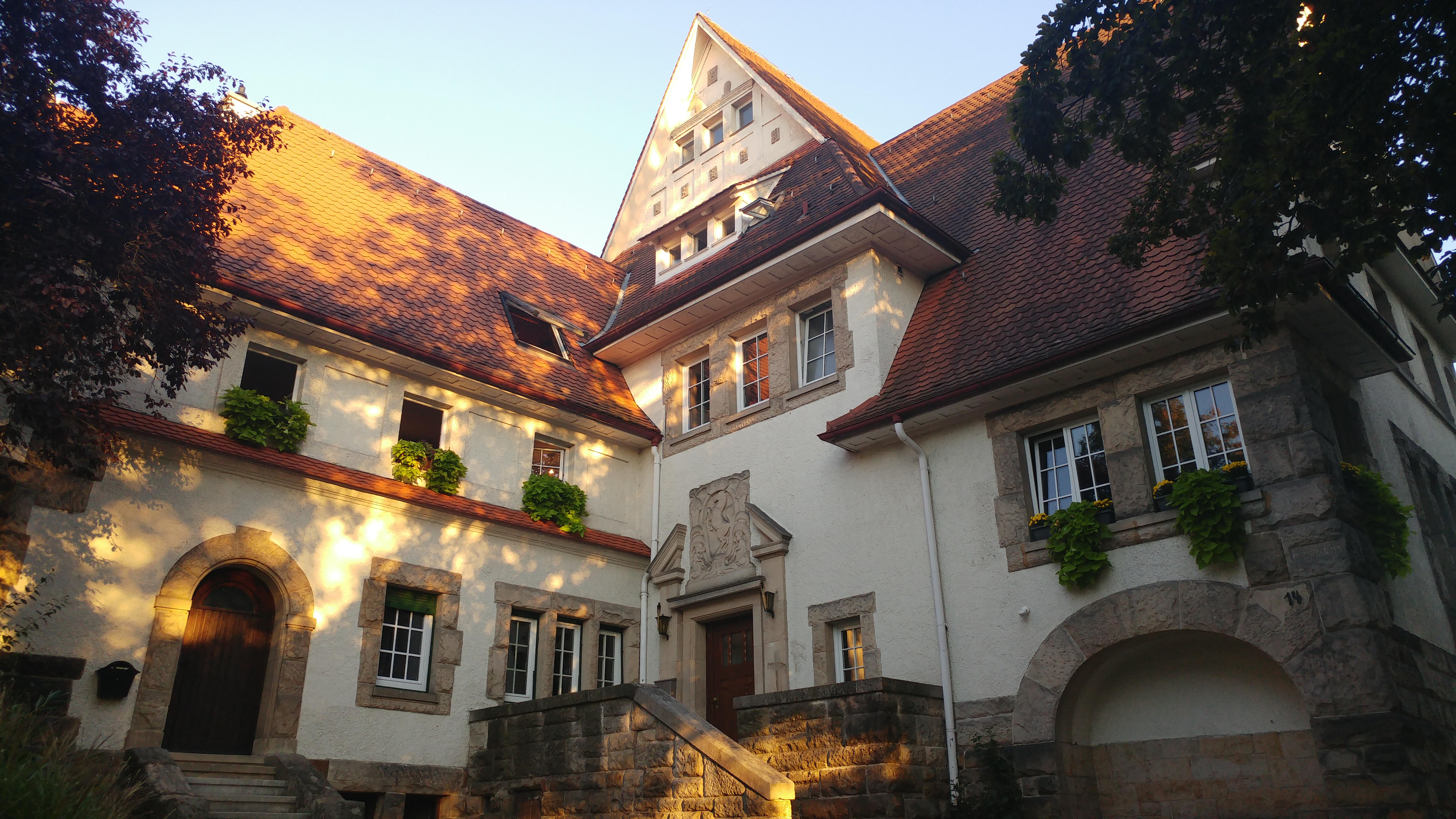
Gesellschaftshaus der Stuttgardia

Gegründet wurde die Stuttgardia am 30. November 1869; damals noch nicht unter diesem Namen, als Freundeskreis von sieben Studenten, unter denen fünf ihr Abitur in Stuttgart absolviert hatten und denen die herkömmlichen Studentenverbindungen nicht zusagten. Am 23. April 1872 nahm der Freundeskreis dann den Namen Stuttgardia an. Mit ihrer Gründung übernahm die Stuttgardia einen Teil des studentischen Brauchtums und der studentischen Kultur, die sich seit dem Spätmittelalter in der Studentenschaft als einer sozialen Gruppe gebildet hatten. Dazu gehört beispielsweise die Kneipe, auf der Unterhaltung, Trinken und Gesang nach einem bestimmten Komment gepflegt werden. Weiter gilt auch in der Stuttgardia das demokratische Konventsprinzip, d. h. der Konvent entscheidet über die Angelegenheiten der Gesellschaft. Andere Teile studentischen Brauchtums wiederum sind bei der Stuttgardia nicht eingeführt worden. Dies galt insbesondere für das Farbentragen sowie das Schlagen von Bestimmungs-Mensuren als Voraussetzung für eine endgültige Mitgliedschaft. Jedoch gab die Gesellschaft Satisfaction; zunächst auf schwere, später auch auf leichte Waffen. Ein weiterer Grundsatz des Korporationswesens, nämlich die Einteilung der Mitglieder in Füxe und Burschen, wurde auch übernommen, doch hatten die vorläufigen Mitglieder, anders als bei anderen Bünden, weitestgehend dieselben Rechte wie aktive Bundesbrüder.
Die Gesellschaft etablierte sich alsbald als staatstragende Honoratiorenverbindung. Johannes Haller, seit 1913 Historiker an der Tübinger Universität, meinte in seinen Lebenserinnerungen: „Ungewöhnlich war der Einfluss einiger Tübinger Studentenverbindungen, gegenüber dem der zu Zeiten viel berufene Klüngel der Korps in der preußischen Verwaltung sich harmlos ausnahm. Nach verbreiteter Vorstellung, die mir nicht ganz irrig scheint, muss man, um in Württemberg Minister zu werden, der Tübinger Stuttgardia, um Ministerialrat der Germania angehören. Die Unterrichtsverwaltung teilen sich Normannia und die Königsgesellschaft Roigel“. Kennzeichnend für die Stuttgardia ist, dass sie im Laufe ihrer Geschichte überwiegend liberale Vorstellungen vertrat. Zur politischen Haltung der Stuttgarden notierte Hans Wildermuth: „Vorherrschend war eine nationalliberale Gesinnung, abgesehen von einigen Außenseitern“. Die Nationalliberale Partei, in Württemberg „Deutsche Partei“ genannt, war die Partei des gebildeten und besitzenden Bürgertums. Sie betonte nationale Interessen, trat aber auch für liberale rechtsstaatliche Ideen ein. Ministerpräsident von Weizsäcker gehörte ihr an, Gustav Hauber war ihr stellvertretender Landesvorsitzender. „Es war die Tradition einer ziemlich dünnen Schicht des schwäbischen Bürgertums, die man am besten vielleicht als den ‚Beamtenadel‘ bezeichnen könnte, die im Unterschied zu den mehr kleinbürgerlichen und bäuerlichen Rekrutierungsschichten mancher anderen spezifisch schwäbischen Verbindung betonten Wert legte auf gute gesellschaftliche Formen, die ihren bestimmten Ehrbegriff hatte und, ohne parteipolitisch gefärbt und ohne engherzig zu sein, in ihrer Einstellung zum Staat jene gemäßigte konservativ-liberale Linie einhielt, die sich für die höhere Beamtenschaft einer konstitutionellen Monarchie mit stark demokratischem Einschlag von selbst ergab. Unbedingte Königstreue und nationale Gesinnung, das waren Selbstverständlichkeiten bei uns, die auf dem stillschweigenden gesellschaftlichen Consensus der Schicht, die uns trug, beruhten.“ Der Umgangston der Mitglieder war nicht von einer am Offizierskasinoton orientierten Schnoddrigkeit, sondern von Geist, Witz und Originalität geprägt. Hans Wildermuth schrieb dazu: „Witz stand hoch im Kurs, und rücksichtslos wurde alles, aber auch alles, vor unser lachendes Forum gezerrt, sicher auch Dinge, über die man nicht lachen soll. Es gab nichts, dem wir nicht eine lächerliche Seite abgewannen.“ Auch sich selbst habe man nicht ernst genommen. Dies alles habe im Gesellschaftsleben dem im Bundeslied gepriesenen „Geist der Einigkeit“ starken Abbruch getan, andererseits zu einer inneren Überlegenheit geführt, die vor dem Pathos falscher Propheten bewahrt habe.
Nachdem schon jahrelang das Haus des Weinbauers Kocher Stuttgarden Quartier bot, nahm man 1894 die sich bietende Gelegenheit zum Kauf des Österberg-Grundstückes mit Blick auf den Neckar und die Schwäbische Alb wahr. Da man zuerst annahm, das alte Kocherhaus würde noch einige Jahre überdauern, beschloss man den Bau eines repräsentativen Kneiphauses auf dem Westteil des Grundstückes. Es stellte sich aber bereits nach einigen Jahren heraus, dass das alte Wohnhaus marode und nicht mehr sanierbar war. Es war mittlerweile ein beliebter Scherz von Bewohnern, durch geschickte Gewichtsverlagerung das Haus in Schwingungen zu versetzen und Schläfern ein Erdbeben vorzutäuschen. Der Altenverein beschloss daraufhin den Abriss sowohl des Wohnhauses als auch des Kneiphauses und den Neubau eines Verbindungshauses. 1906 wurde dann der Stuttgarter Architekt Richard Dollinger, der auch drei weitere Korporationshäuser in Tübingen baute, mit dem Bau einer Jugendstilvilla beauftragt. Seit seiner Fertigstellung 1909 prägt das Haus der Stuttgardia neben den Häusern des Corps Borussia und des Corps Franconia das östliche Stadtbild Tübingens auf dem Österberg. Möglicherweise war das Österbergrundstück der Gesellschaft auch Schauplatz von Hermann Hesses autobiographischen Erzählungen „Das Presselsche Gartenhaus“ in dem er mit Goethe und Hölderlin laue Tübinger Sommernächte verbrachte.
Die Stuttgardia stand mitten im bunten vielgestaltigen Verbindungsleben, das die kleine Universitätsstadt Tübingen vor dem Zweiten Weltkrieg auszeichnete, und das eine heute kaum mehr vorstellbare Bedeutung hatte. Es gab die großen schlagenden Korporationen, die christlichen Bünde, es gab farbentragende Verbindungen und solche ohne Farben, Verbindungen mit reichen und armen, feudalen und proletischen, stark und mäßig trinkenden Mitgliedern. „Das alles sang, ramschte, schrie, focht und trank durcheinander gaßauf und gaßab“. In diesem Treiben versuchte die Stuttgardia mit ihrem betont württembergischen, bürgerlichen, leicht elitären und vor allem witzigen Stil zu bestehen.

## Stuttgardia im Dritten Reich
Die Verfechter des Nationalsozialismus außer- und innerhalb der Stuttgardia traten Anfang der 30er Jahre zunehmend gegen die traditionell liberalen Werte, wie das Nichtfarbentragen, den Verwurf der Mensur, das demokratische Konventsprinzip und gegen die Aufnahme von Juden an. Ab 1933 konnten nur noch sogenannte Arier neu aufgenommen werden, die „nichtarischen“ Mitglieder blieben jedoch noch Bundesbrüder. Ein Führer wurde aufgestellt, der dem Präsidium der Aktivitas und dem Altenverein vorstand; der Konvent wurde hiermit entmachtet. Im Oktober 1933 trat die Stuttgardia dann als „Schwarzes Corps Stuttgardia zu Tübingen“ dem Miltenberger Ring bei. Stuttgardia focht nun auch Bestimmungsmensuren.
Die Nachwuchssituation war schlecht und wie für alle Studentenverbindungen gestaltete sich das Gesellschaftsleben äußerst schwierig, da der Führer der Deutschen Studentenschaft auf Gleichschaltung der Korporationen sann und diese in Kameradschaften zusammenfassen wollte. Studenten hatten sich im November 1935 zu entscheiden, ob sie einer Korporation oder dem NS-Studentenbund beitreten wollten. Letzteres brachte entscheidende Vergünstigungen für den Studienverlauf mit sich, sodass den Verbindungen die Verjüngung unmöglich gemacht wurde. Als Konsequenz löste im Oktober 1935 der Miltenberger Ring seine aktiven Verbindungen auf. Eine Woche später tat dies auch das Corps Stuttgardia. Der Altenverein bestand aber fort. Aufgrund finanzieller Schwierigkeiten konnte der Altenverein das Haus am Österberg nicht mehr halten. Es wurde 1937 an die Stadt Tübingen verkauft, die es einer NS-Kameradschaft zur Verfügung stellte. Nach 1938, als sich die Altherrenschaften von Stuttgardia und der Straßburger Burschenschaft Arminia zur Kameradschaft Straßburg zusammengeschlossen hatten, bestand Stuttgardia zumindest mittelbar fort. Im Anschluss an den Frankreichfeldzug wurde in Straßburg eine neue Reichsuniversität aufgebaut, an der mitzuarbeiten auch die ehemaligen Straßburger Korporationen aufgefordert wurden. Die Arminia war hierzu bereit, und nachdem das Haus von der Wehrmacht in Beschlag genommen wurde, zog die Kameradschaft zum Wintersemester 1941/42 nach Straßburg. Die Kameradschaft löste sich nach Einmarsch der alliierten Truppen in Straßburg im Oktober 1944 endgültig auf.
Die Haltung der Mitglieder gegenüber dem Nationalsozialismus war äußerst unterschiedlich. Auf der einen Seite gab es entschiedene Nationalsozialisten wie Ludwig Battenberg oder Walter Schick, der von 1940 bis 1944 Leiter der Gestapo in Baden war, auf der anderen Juden und mit Jüdinnen Verheiratete wie dem späteren Ministerpräsidenten von Baden-Württemberg Reinhold Maier, Mitglieder der bekennenden Kirche, von denen einer im KZ Dachau starb, und mit Karl Georg Pfleiderer ein Mitglied im Kreise der Hitler-Attentäter um Claus Graf Schenk von Stauffenberg.

## Die Stuttgardia nach dem Zweiten Weltkrieg
Die Restitution 1949 stand unter dem Zeichen der Rückbesinnung und Weiterentwicklung der humanistischen und liberalen Prinzipien von 1869. Der Gesellschaftszweck wurde gegenüber früher, als er sich auf Geselligkeit beschränkte, modifiziert und erweitert. Auch die Aufnahme von Frauen wurde schon vorgeschlagen, fand aber noch keine Mehrheit.
Besonders engagierte sich die Stuttgardia im Aufbau und der Konsolidierung des süddeutschen Liberalismus.
Wie wichtig für den ersten Ministerpräsidenten Baden-Württembergs Reinhold Maier die Verwurzelung in der Stuttgardia war, beschreibt Klaus-Jürgen Matz in seiner Habilitationsschrift: „Die meisten von Maiers Freunden, seiner Helfer und Weggefährten und schließlich auch seiner politischen Erben entstammten den Reihen der ‚Stuttgardia‘: Eberhard Wildermuth etwa, der treue Freund, der ihn als württembergischer Wirtschaftsminister aus Berlin so wirksam unterstützte, ihm über mehr als 40 Jahre Ratgeber und Helfer gewesen ist, oder Ulrich Faber, der junge Anwaltskollege in der Kanzlei Löwenstein/Kiefe. Ein Bundesbruder war es auch, der als Ministerialrat im Reichssicherheitshauptamt 1938 den Rat gab, Frau und Kinder außer Landes zu bringen. Die engsten politischen Weggefährten nach 1945, Wolfgang Haußmann, dem Maier so viel, ja recht eigentlich seine politische Karriere überhaupt verdankte, Karl Georg Pfleiderer, der Mitstreiter im Kampf gegen Westintegration und Wiederbewaffnung, und Konrad Wittwer, Maiers rechte Hand in den ersten Jahren seiner Ministerpräsidentschaft, waren ebenfalls Bundesbrüder. Und schließlich überließ Maier sein Erbe jüngeren Mitgliedern der ‚Stuttgardia‘. Sowohl der Nachfolger im Bundestagswahlkreis, Klaus von Mühlen, wie jener im Landtagswahlkreis, Guntram Palm, entstammten dieser Studentenverbindung.“
Nicht zu vergessen Paul Binder, Mitglied des Parlamentarischen Rates, mit dem ein weiterer Stuttgarde Einfluss nahm auf die junge deutsche Demokratie.
Die schon 1949 begonnene Diskussion um die Aufnahme von Damen tauchte in regelmäßigen Abständen wieder auf. Fürsprecher aus Aktivitas und Altherrenschaft setzten die Gleichberechtigung dann in den folgenden Jahren langsam durch. Seit Mitte der 70er wurde Frauen das Wohnrecht eingeräumt. Anfang der 80er Jahre übernahmen Frauen Ämter und erhielten mit dem Status „Ständiger Gast“ weitgehend die Rechte der Aktiven und Aufnahme in den Altenverein. 1990 beschloss die Aktivitas die Aufnahme von Damen als Vollmitglieder unter Vorbehalt der Zustimmung des Altenvereins. Diese folgte fünf Monate später.

## Bekannte Mitglieder

### Staat und Politik

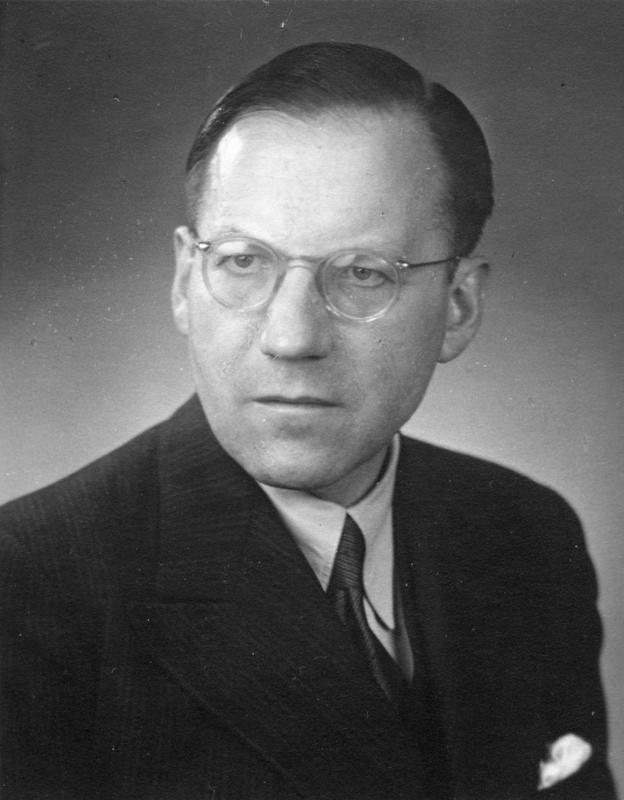
Karl Georg Pfleiderer

| Paul Binder:               | CDU-Politiker, Vorsitzender des Ausschusses für Finanzfragen des Parlamentarischen Rates (1948/49), Mitglied der „Fünf Weisen“ (1963–1968)                                                                                    |
| Gustav Brockhoff:          | Senatspräsident am Bundessozialgericht (1954–1963) |
| Walter Cantner             | Verwaltungsjurist, Gestapo- und SD-Angehöriger, Landrat von Mergentheim (1952–1958) |
| Antje Draheim              | SPD-Politikerin, Staatssekretärin für Bundesangelegenheiten und Bevollmächtigte des Landes Mecklenburg-Vorpommern beim Bund (2019–2021), Staatssekretärin im Bundesministerium für Soziales, Gesundheit und Sport (seit 2021) |
| Max Fetzer                 | Staatssekretär, Landrat von Heidenheim (1945) |
| Christopher Gohl           | FDP-Politiker, MdB (2021); FDP Ombudsmitglied (seit 2014) und Leiter der Kommission Freiheit und Ethik für den FDP-Bundesvorstand (seit 2019)                                                                                 |
| Herrmann Habermaas:        | Staatsminister für das Kirchen- und Schulwesen des Königreichs Württemberg (1912–1918), Ehrensenator der Universität Tübingen (1924)                                                                                          |
| Rudolf Hagmann             | Verwaltungsjurist, Präsident der Württembergischen Landeskreditanstalt |

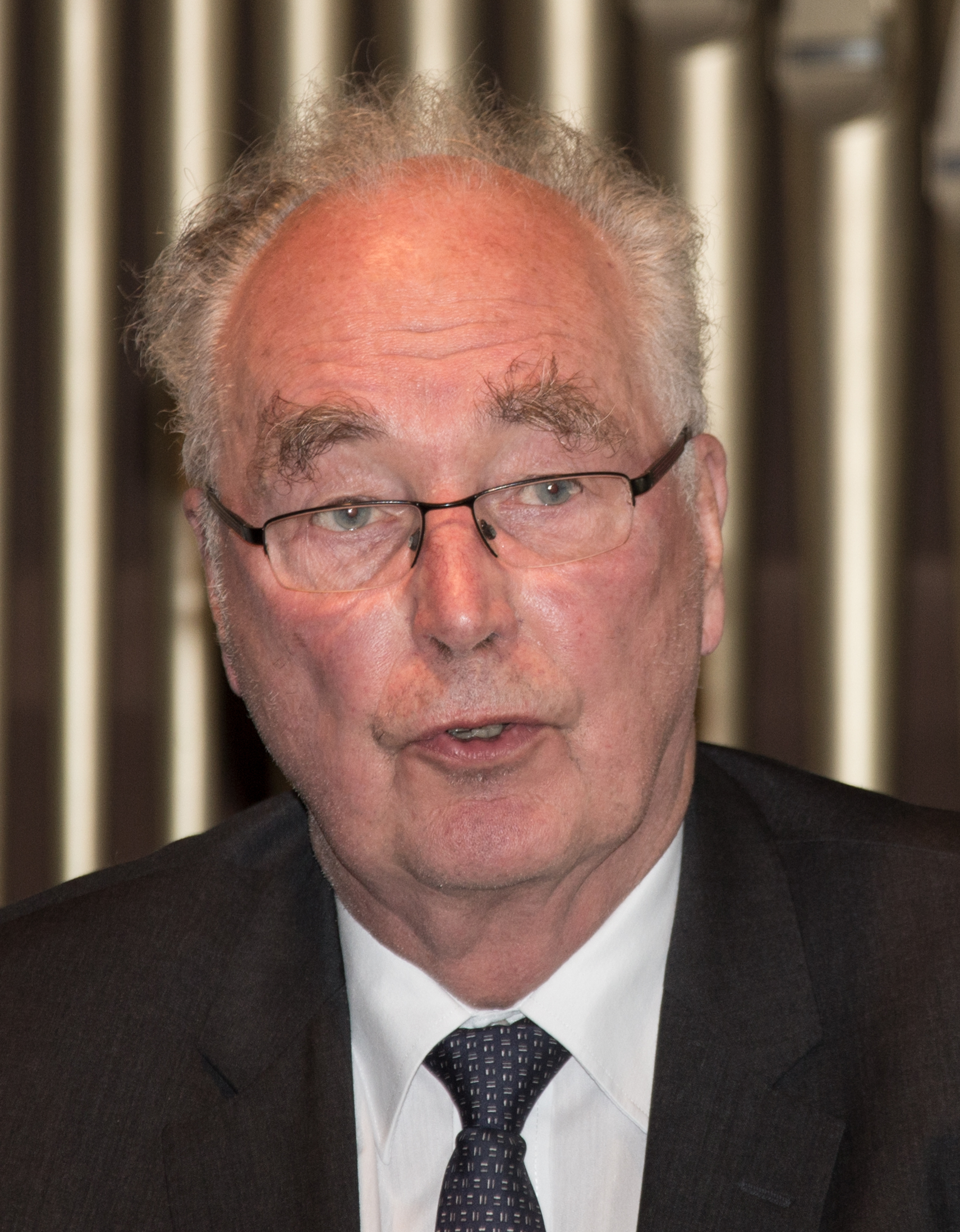
Hans-Dieter Klenk

| Wolfgang Haußmann:         | FDP-Politiker, Justizminister des Landes Baden-Württemberg (1953–1966) |
| Dieter Hömig:              | Richter des Bundesverfassungsgerichts (1995–2006) |
| Ulrich Irmer:              | FDP-Politiker, MdEP (1979–1984), MdB (1987–2002), außenpolitischer Sprecher der FDP und Obmann im Auswärtigen Ausschuss (1994)                                                                                                |
| Manfred Klaiber:           | CDU-Politiker, Chef des Bundespräsidialamts (1949), Botschafter in Rom (1957) und Paris (1963–1968) |
| Klaus-Peter Klaiber:       | Botschafter in London und Canberra, Stellvertretender NATO-Generalsekretär, Sonderbeauftragter der EU für Afghanistan |
| Theodor Krauss:            | Richter am Bundesgerichtshof (1950–1954) |
| Heinrich von Lersner:      | Präsident des Umweltbundesamts (1974–1995) |
| Reinhold Maier:            | FDP-Politiker, Ministerpräsident des Landes Württemberg-Baden (1946–1952) und des Landes Baden-Württemberg (1952–1953), Parteivorsitzender der FDP (1957–1960)                                                                |
| Klaus Freiherr von Mühlen: | FDP-Politiker, MdB (1959–1965), Mitglied des Europarats, Journalist und Verleger. |
| Walter Mosthaf:            | Stellvertretender Wirtschaftsminister des Landes Württemberg-Hohenzollern (1949–1952) |
| Alfred Neuschler           | Verwaltungsjurist, Präsident des Verwaltungsgerichtshofs Württemberg-Hohenzollern |
| Karl Lautenschlager:       | Oberbürgermeister (1911–1933) und Ehrenbürger der Stadt Stuttgart (1945) |
| Helmut Lemke:              | NSDAP-/CDU-Politiker, Bürgermeister von Eckernförde, Kultusminister (1954–1955), Innenminister (1955–1963) und Ministerpräsident (1963–1971) des Landes Schleswig-Holstein.                                                   |
| Guntram Palm:              | FDP-/CDU-Politiker, Justizminister (1977–1978), Innenminister (1978–1980) und Finanzminister (1980–1991) des Landes Baden-Württemberg                                                                                         |
| Karl Georg Pfleiderer:     | FDP-Politiker und Botschafter in Jugoslawien, Widerstandskämpfer des 20. Juli 1944 |
| Hermann Reihling           | Verwaltungsjurist, NSDAP-Landrat von Göppingen (1943–1945), Oberbürgermeister von Geislingen an der Steige (1948–1949) |
| Ernst Schaude:             | Mitglied der Vorläufigen Volksvertretung für Württemberg-Baden (1946) |
| Gerhart Schlösser:         | Greffier der Parlamentarischen Versammlung des Europarats (1956–1970) |
| Hans-Ulrich Spohn:         | Botschafter der Bundesrepublik Deutschland in Buenos Aires (2000–2003), Sonderbotschafter für die Einrichtung der Internationalen Organisation für erneuerbare Energien (2007)                                                |
| Karl Stieler:              | Staatssekretär im Reichsverkehrsministerium (1919–1923) |
| Karl Frhr. von Weizsäcker: | Ministerpräsident des Königreichs Württemberg (1906–1918), Ehrensenator der Universität Tübingen (1924) |
| Eberhard Wildermuth:       | FDP-Politiker, MdB (1949–1952), Bundesminister für Wohnungsbau (1949–1952) |
| Konrad Wittwer:            | FDP-Politiker und Verlagsbuchhändler |
| Otto Wölz:                 | DDP-Politiker, Mitglied der verfassungsgebenden Landesversammlung des freien Volksstaates Württemberg und des Landtags (1919–1921)                                                                                            |

### Lehre und Forschung

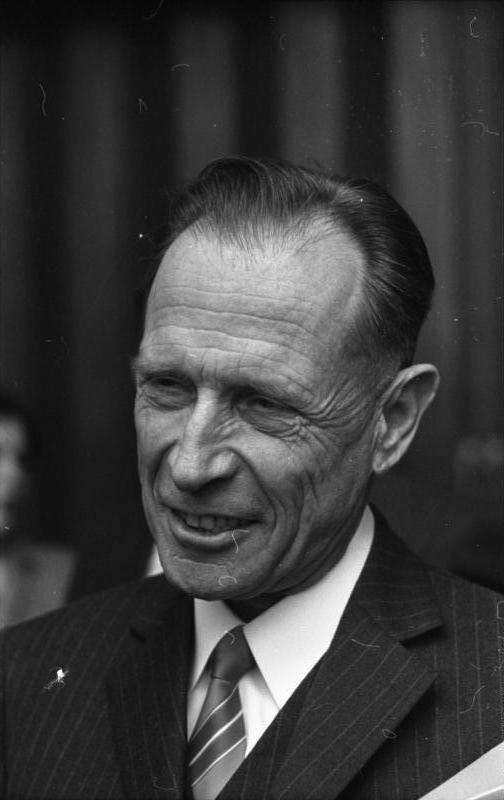
Klaus Mehnert

| Hermann Abert:           | Professor der Musikwissenschaften, Mitglied der Preußischen Akademie der Wissenschaften (1925)                                                                |
| Peter Fischer-Appelt:    | Professor, Präsident der Universität Hamburg (1970–1991) |
| Karl-Richard Bausch:     | Professor für Sprachlehrforschung (1972–2007), Träger des Ordens al Merito della Repubblica Italiana (2003), Mitglied des Ordre des Palmes Académiques (2003) |
| Roland Dubischar:        | Professor für Privatrecht (1971–2000) |
| Rudolf Ehrenberg:        | Professor für Physiologie (1953–1969) |
| Peter Hans Hofschneider: | Professor für Molekularbiologie (1967–1994) |
| Karl Hürthle:            | Professor für Physiologie (1898–1928) |
| Christof Gestrich:       | Professor für systematische Theologie (1979–2007) |
| Fritz Kern:              | Professor für Mittlere und Neuere Geschichte (1914–1947) |
| Hans-Dieter Klenk:       | Professor für Virologie (seit 1973), Träger der Robert-Koch-Medaille (2006)                                                                                   |
| Manfred Lieb:            | Professor für Bürgerliches Recht, Arbeits- und Handelsrecht (1971–2000), Mitherausgeber des Archiv für die civilistische Praxis (1974–2001)                   |
| Dieter Planck:           | Archäologe, Präsident des Landesamtes für Denkmalpflege Baden-Württemberg (1992–2009), Träger des Verdienstorden des Landes Baden-Württemberg (2014)          |
| Gerhard von Rad:         | Professor für alttestamentliche Theologie, Mitglied der Heidelberger Akademie der Wissenschaften (1955), Mitglied des Orden Pour le Mérite (1963)             |
| Frithjof Rodi:           | Professor für Philosophie (1970–1993) |
| Max von Rümelin:         | Professor für Römisches Recht, Rektor (1906–1907), Kanzler der Eberhard Karls Universität Tübingen (1908–1931)                                                |
| Jörg Schäfer:            | Professor für Klassische Archäologie (1972–1990), Übersetzer des Werks von Konstantinos Kavafis                                                               |
| Emil Seckel:             | Professor für Römisches Recht, Rektor der Humboldt-Universität zu Berlin (1921), Mitglied der Preußischen Akademie der Wissenschaften (1911)                  |
| Richard Siebeck:         | Professor für innere Medizin (1931–1951), Mitglied der Heidelberger Akademie der Wissenschaften (1942), Mitbegründer der psychosomatischen Medizin            |
| Hermann Straub:          | Professor für innere Medizin (1921–1928) |
| Eugen Ulmer:             | Professor für Deutsches und Ausländisches Privatrecht, Handels-, Wechsel- und Arbeitsrecht, Rektor der Universität München (1959–1960)                        |
| Peter Ulmer:             | Professor für Bürgerliches Recht, Handels- und Gesellschaftsrecht, Rektor der Universität Heidelberg (1991–1997)                                              |
| Viktor von Weizsäcker:   | Professor für Neurologie, Mitglied der Heidelberger Akademie der Wissenschaften (1932), Mitbegründer der psychosomatischen Medizin                            |

### Wirtschaft
| Frank Heintzeler: | Vorstandssprecher der Baden-Württembergischen Bank (1994–2004), Präsident des Bundesverbands deutscher Banken (1999–2001)                                         |
| Tanit Koch:       | Chefredakteurin der Bild-Zeitung (2016–2018), Geschäftsführerin von n-tv sowie Chefredakteurin der Zentralredaktion der Mediengruppe RTL Deutschland (seit 2019). |
| Hans Luik:        | Vorstandssprecher der Schitag Schwäbische Treuhand AG (1987–1990), Vorsitzender des Aufsichtsrats der Schitag Ernst & Young Gruppe (1990)                         |

### Kultur
| Klaus Mehnert:                           | Journalist, Publizist und Autor (am Ende des ersten Semesters ausgetreten) |
| Jean-Louis Vicomte de Bretizel Rambures: | Journalist und Übersetzer                                                  |